# Джемаль, Орхан Гейдарович
Орха́н Гейда́рович Джема́ль (12 ноября 1966, Москва, РСФСР, СССР — 30 июля 2018, близ Сибю, ЦАР) — российский военный журналист и общественный деятель.

## Биография
Родился 12 ноября 1966 года в Москве в семье Гейдара Джемаля и Елены Джемаль,  православной христианки, бо́льшую часть жизни являвшейся регентом церковного хора.
В 1984 году поступил в Московский геологоразведочный институт. В 1985—1987 годах проходил службу в воздушно-десантных войсках Советской Армии в 39-й отдельной десантно-штурмовой бригаде (г. Хыров Львовской области УССР). С 1988 года продолжил обучение в Московском геологоразведочном институте. В том же году поступил на работу на телевидение, где работал сначала администратором, а затем режиссёром телепрограммы «Здоровье».
В 1990 году по окончании института был по распределению направлен на работу в Якутскую АССР, где работал в «Якутгеологии» в должности начальника отряда и заместителя начальника партии до 1993 года. В 1994 году был одним из руководителей Атласской[уточнить] картографической экспедиции, возглавлял отряд, проводивший спелеологическую разведку и объёмное картирование пещер и подземных полостей антропогенного происхождения.
С 1995 года работал в газетах «Вечерняя Москва», «Вечерний курьер», «Независимая газета», «Новая газета» (с июля 2002 по ноябрь 2004 года), «Версия» (с декабря 2004 по февраль 2007 года; в последних двух возглавлял отдел политики), был обозревателем журнала «Русский Newsweek», сотрудничал с рядом других журналов и интернет-изданий. Работал на Северном Кавказе, в Южной Осетии, Афганистане, Ираке, Ливане, Сирии, Саудовской Аравии.
В 2000 году был одним из создателей «Союза религиозных журналистов», а в 2003 году — одним из создателей «Мусульманского союза журналистов России». В 2005 году стал учредителем и исполнительным директором Агентства журналистских расследований «Следственный комитет» при Союзе журналистов России.
В 2005 году стал финалистом конкурса на премию имени Артёма Боровика.
Автор книги «Хроники пятидневной войны» (2008 год) о российско-грузино-осетинской войне августа 2008 года, в ходе которой Джемаль сопровождал батальон «Восток». В 2008 году награждён общественной медалью «За принуждение к миру».
С 2011 года работал специальным корреспондентом, обозревателем в газете «Известия». В ночь на 22 августа 2011 года Орхан Джемаль был серьёзно ранен в ногу из КПВТ в Ливии, во время боёв за Триполи.
Часто принимал участие в качестве приглашённого эксперта в ток-шоу на разных российских телеканалах. Публично критиковал власти России за аннексию Крыма и войну в Донбассе. Во время войны на востоке Украины в августе 2014 года принял участие в освобождении из плена под Мариуполем группы кировоградских десантников.
Неоднократно выступал в поддержку крымскотатарского народа.

### Гибель
Убит 30 июля 2018 года вместе с двумя коллегами — режиссёром Александром Расторгуевым и оператором Кириллом Радченко — в Центральноафриканской Республике, где, по сведениям СМИ, собирались снимать фильм о деятельности в этой стране «Группы Вагнера» и о золотых приисках, которые может начать разрабатывать компания, связанная с Евгением Пригожиным.
В пятницу 3 августа прихожане мечети аль-Акса в Иерусалиме прочли за Орхана Джемаля заупокойную молитву. В комплексе мечети был вывешен баннер с фотографией Джемаля на фоне исламских святынь и надпись: «Погибший в Центральноафриканской Республике российский журналист Орхан Джемаль был активным защитником Палестины и всего исламского мира», а также цитата из Корана: «Мы принадлежим Аллаху и к нему возвращение».
Похоронен на Хованском (Западном) кладбище в Москве, участок 1 (мусульманский).
По данным телеканала «Дождь», к гибели Орхана Джемаля может быть причастна ЧВК «Патриот».
Расходы на транспортировку тела Джемаля и других погибших журналистов пообещал компенсировать Михаил Ходорковский. Однако согласно заявлению Марии Захаровой общая сумма затрат составила 20 тыс. долларов, из которых Ходорковский постфактум компенсировал только 3 тыс. евро.

## Семья
Был женат на Ирине Гордиенко, журналистке. У журналиста остался сын Мансур.